# Onthophagus phanaeicollis
Onthophagus phanaeicollis är en skalbaggsart som beskrevs av Lansberge 1883. Onthophagus phanaeicollis ingår i släktet Onthophagus och familjen bladhorningar. Inga underarter finns listade i Catalogue of Life.